# Marigny-Saint-Marcel
Marigny-Saint-Marcel là một xã trong tỉnh Haute-Savoie thuộc vùng Rhône-Alpes đông nam Pháp.

## Geography
The Chéran forms the commune's north-eastern border.